# Bornholmer Strasse
För andra betydelser, se Bornholmer Strasse (olika betydelser).

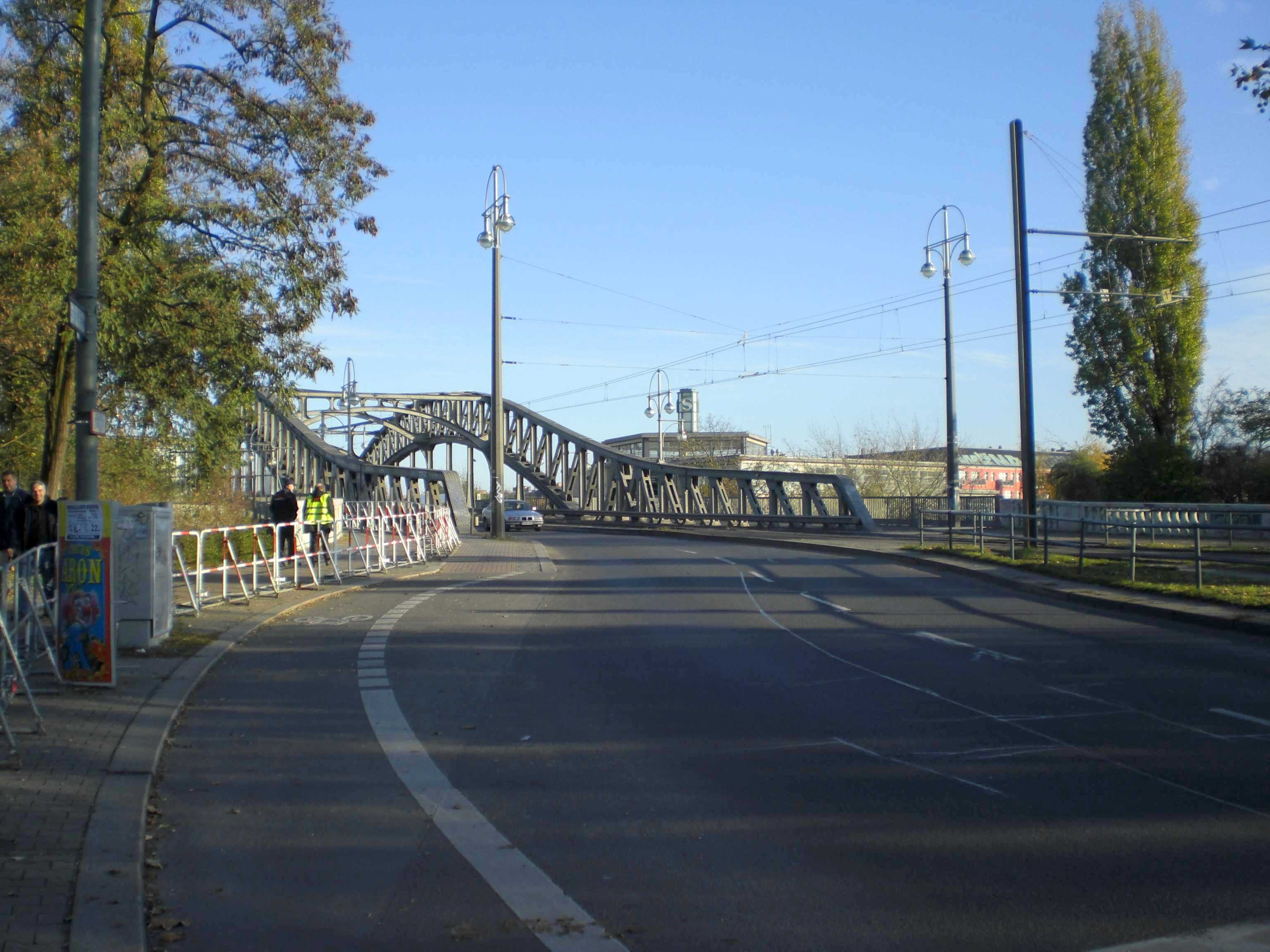
Bornholmer Strasse vid västra änden av Bösebrücke.

Bornholmer Strasse (tysk stavning: Bornholmer Straße) är en 1,5 kilometer lång gata i norra Berlin som sammanbinder stadsdelarna Prenzlauer Berg och Gesundbrunnen i öst-västlig riktning. Gatan hade  från 1961 till 1989  en gränsövergång för öst- och västtyska medborgare till fots mellan Öst- och Västberlin, medan pendeltågsstationen Bornholmer Strasse blev en så kallad spökstation där inga tåg stannade. Den 9 november 1989 var detta den första gränsövergång där Berlinmuren öppnades för fri genomresa. Järnvägsstationen öppnades åter för trafik i december 1990.

## Sträckning
Gatan korsar järnvägsstambanan Berlin–Szczecin över bron Bösebrücke, där också pendeltågsstationen Bornholmer Strasse ligger. I väster övergår gatan i Osloer Strasse och i öster i Wisbyer Strasse.

## Historia
Gatan fick sitt namn efter ön Bornholm 1903, då gatorna i detta område, som anlagts enligt Hobrechtplanen, gavs namn efter nordiska platser och personer.
Vid östra änden av Bösebrücke låg mellan 1961 och 1989 gränsövergången Bornholmer Strasse i Berlinmuren, som delade gatan mellan det dåvarande stadsdelsområdet Wedding i Västberlin och stadsdelsområdet Pankow i Östberlin. Den 9 november 1989 klockan 23:30 blev denna gränsövergång historisk, som den första som öppnades för fri passage mellan Östtyskland och Västberlin. En stor folksamling hade under kvällen samlats vid gränsen efter att den missuppfattade nyheten att gränserna skulle öppnas omedelbart hade spridits i TV, och det lokala befälet, Stasi-överstelöjtnanten Harald Jäger, valde till slut i brist på order uppifrån att öppna gränskontrollen. Till minne av händelserna anlades senare minnesplatsen Platz des 9. November 1989 vid den tidigare platsen för gränsövergången.